# Stanislav Suda (architekt)
Stanislav Suda (29. září 1925, České Budějovice – 10. září 1988, Plzeň) byl český architekt, prasynovec hudebního skladatele Stanislava Sudy. Podílel se například na projektování sídliště v Plzni na Slovanech nebo restaurace Dubina v Domažlicích.